# Georgij Žbanov
Georgij Igorevič Žbanov (in russo Георгий Игоревич Жбанов?; Ekaterinburg, 10 ottobre 1997) è un cestista russo.

## Palmarès
- VTB United League: 1

UNICS Kazan': 2022-2023
- Coppa di Russia: 1

Zenit San Pietroburgo: 2023-2024
- Supercoppa VTB United League: 1

Zenit San Pietroburgo: 2023